# Brachyodynerus binominatus
Brachyodynerus binominatus är en stekelart som beskrevs av Blüthgen 1939. Brachyodynerus binominatus ingår i släktet Brachyodynerus och familjen Eumenidae. Inga underarter finns listade.